# Randers Adventkirke
Randers Adventkirke er beliggende vestligt i Randers, på Frederiksborg Allé ud til Vester Boulevard.
Den femkantede kirke blev bygget i 1974, og er tegnet af Helge Bull Nielsen. Den ligger i forbindelse med Plejecentret Solbakken, der blev bygget på samme tid, og som også er drevet af Syvende Dags Adventistkirken.
I kirken bliver der hver lørdag – eller sabbat – holdt bibelstudie og gudstjeneste om formiddagen. Desuden bruges kirken til menighedens andre aktiviteter, bl.a. en spejdertrop tilknyttet Adventistspejderne. Randers Frimenighed lejer også kirken til gudstjenester om søndagen. Nuværende præst ved kirken er John Pedersen.